# Radzionków
Radzionków là một thị trấn thuộc huyện Tarnogórski, tỉnh Śląskie ở nam Ba Lan. Thị trấn có diện tích 13 km². Đến ngày 1 tháng 1 năm 2011, dân số của thị trấn là 17169 người và mật độ 1301 người/km².